# Zimányi Kovács Anikó
Zimányi Kovács Anikó (Szeged, 1991. október 23. –) válogatott labdarúgó, középpályás. Jelenleg a Szegedi AK játékosa.

## Pályafutása

### Klubcsapatban
2003-ban az Újszentiván csapatában kezdte a labdarúgást. 2005 óta a Szegedi AK labdarúgója. Tagja volt a 2010–11-es idényben az NB II Nyugati-csoportjának megnyerésével az élvonalbeli szereplést kiharcoló csapatnak. Az élvonalban 2011. augusztus 6-án mutatkozott be.

### A válogatottban
2013–14-ben négy alkalommal szerepelt a válogatottban.

## Sikerei, díjai
- NB II – Nyugati-csoport
  - bajnok: 2010–11

## Statisztika

### Mérkőzései a válogatottban
| Magyarország | Magyarország        | Magyarország | Magyarország | Magyarország | Magyarország | Magyarország | Magyarország | Magyarország |
| #            | Dátum               | Helyszín     | Hazai        | Eredmény     | Vendég       | Kiírás       | Gólok        | Esemény      |
| ------------ | ------------------- | ------------ | ------------ | ------------ | ------------ | ------------ | ------------ | ------------ |
| 1.           | 2013. április 17.   | Belatinc     | Szlovénia    | 1 – 4        | Magyarország | barátságos   | -            | 58'          |
| 2.           | 2013. június 2.     | Lipót        | Magyarország | 2 – 1        | Wales        | barátságos   | -            | a szünetben  |
| 3.           | 2013. szeptember 3. | Gyula        | Magyarország | 3 – 2        | Románia      | barátságos   | -            | 53'          |
| 4.           | 2014. augusztus 5.  | Balatonfüred | Magyarország | 3 – 1        | Horvátország | Balaton-kupa | -            | 86'          |
|              | Összesen            |              |              | 4            | mérkőzés     |              | 0            | gól          |